# Anne Anderson
Anne Anderson, Annie Wright (ur. 1874, zm. 26 maja 1952) – szkocka artystka, ilustratorka książek dla dzieci.

## Biografia
Annie „Anne” Anderson urodziła się w Szkocji w 1874 roku. Jej rodzicami byli James i Grace Andersonowie. Wraz z rodzeństwem, czterema braćmi i siostrą Grace, spędzili dzieciństwo w Argentynie.
W 1912 roku Anne wyszła za mąż za ilustratora Alana Wrighta (1864–1959). Razem współpracowali w wielu projektach. Mieszkali w Berkshire. Anne ilustrowała książki i robiła ryciny. Zmarła 26 maja 1952 roku.

### Ilustracje
Ilustracje książkowe autorstwa Anderson zaczęły pojawiać się pod koniec epoki edwardiańskiej, w książkach dla dzieci i rocznikach, takich jak „Blackie’s and Cassell’s”, reprodukowano je na pocztówkach.

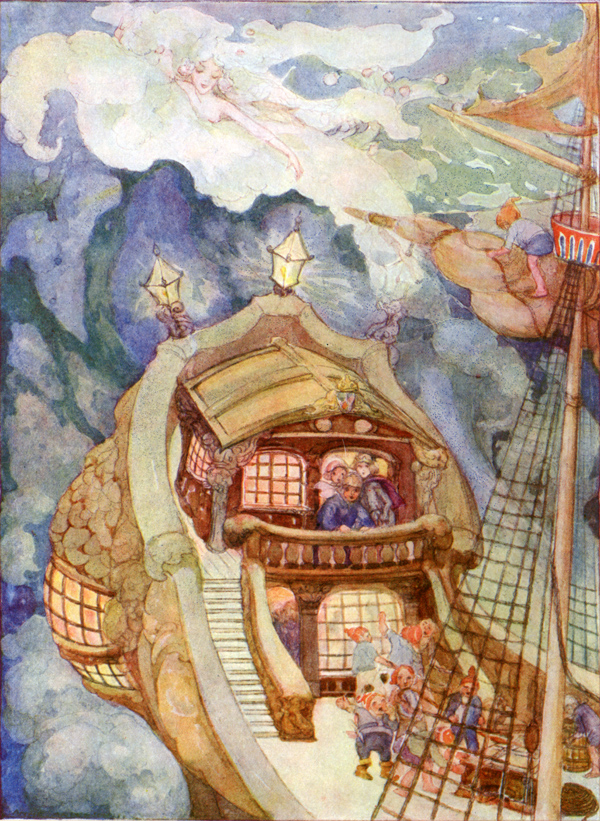
Syrenka
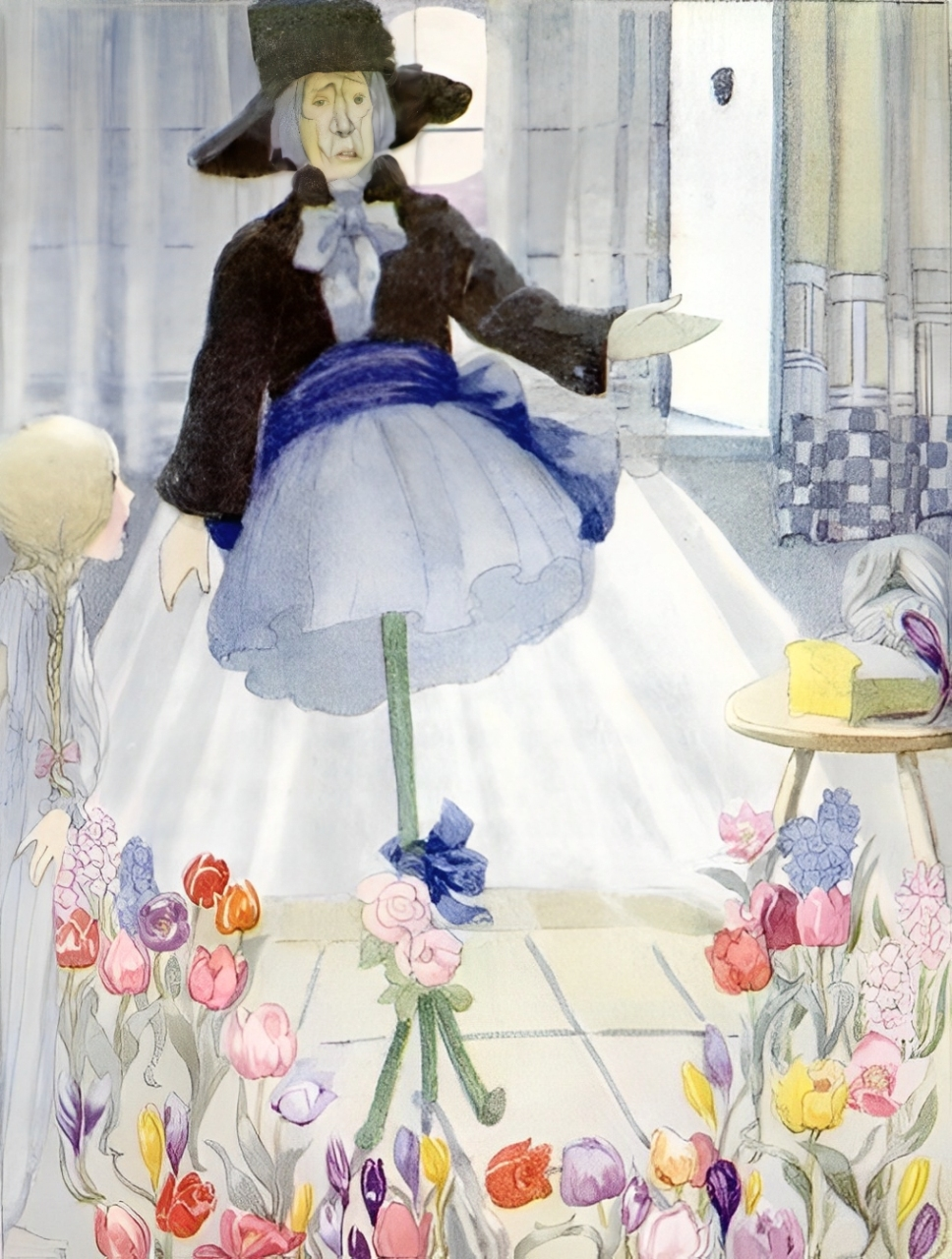
Kwiaty Idalki
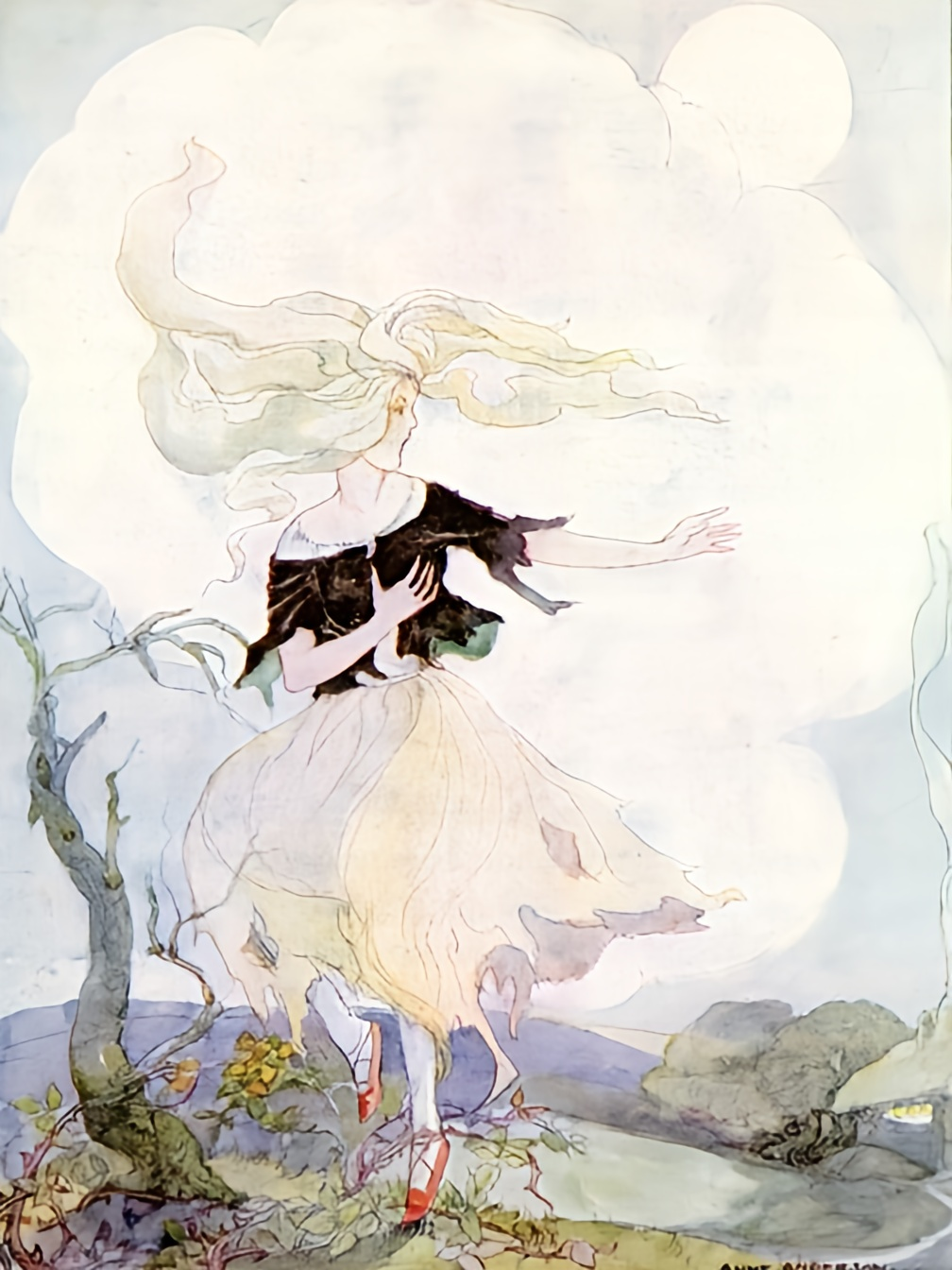
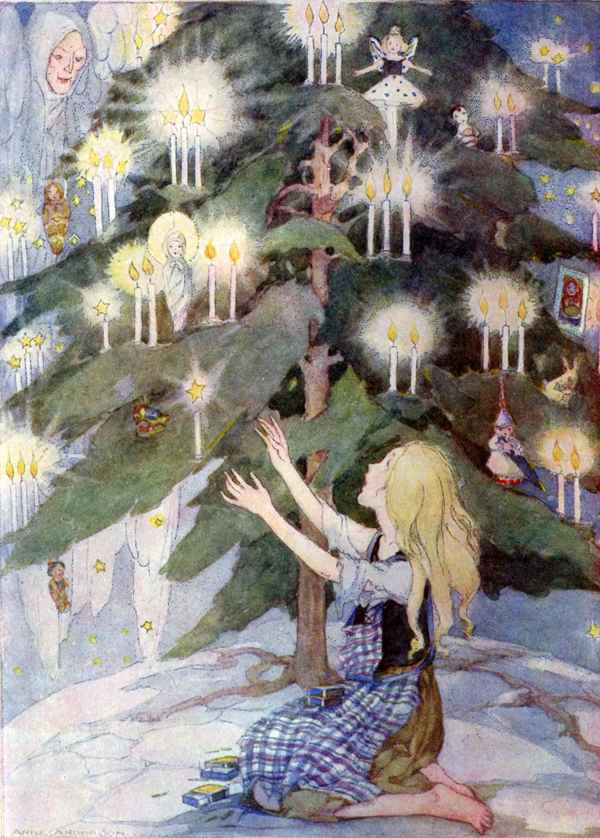
Dziewczynka z zapałkami
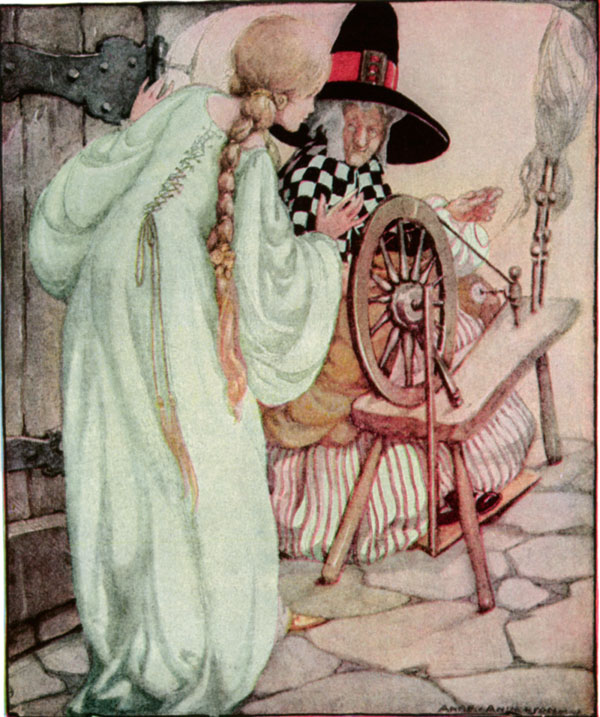
Śpiąca Królewna
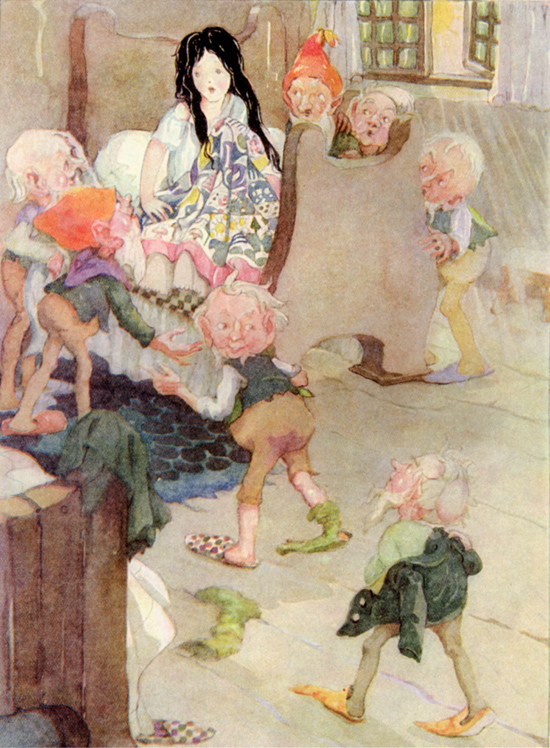
Śnieżka
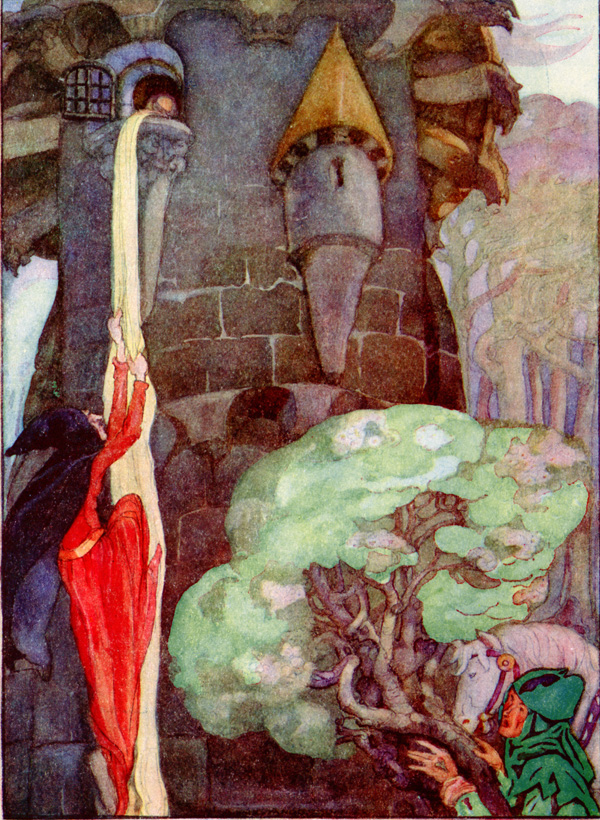
Roszpunka
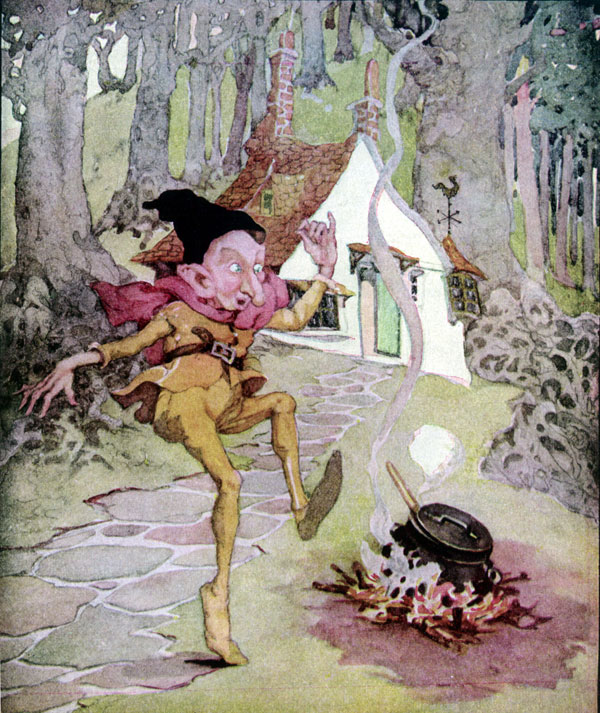
Rumpelsztyk
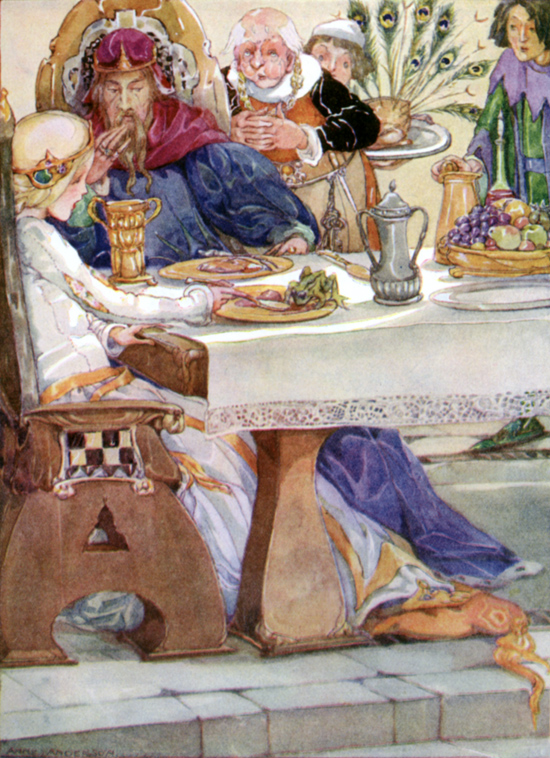
Królewicz Żaba
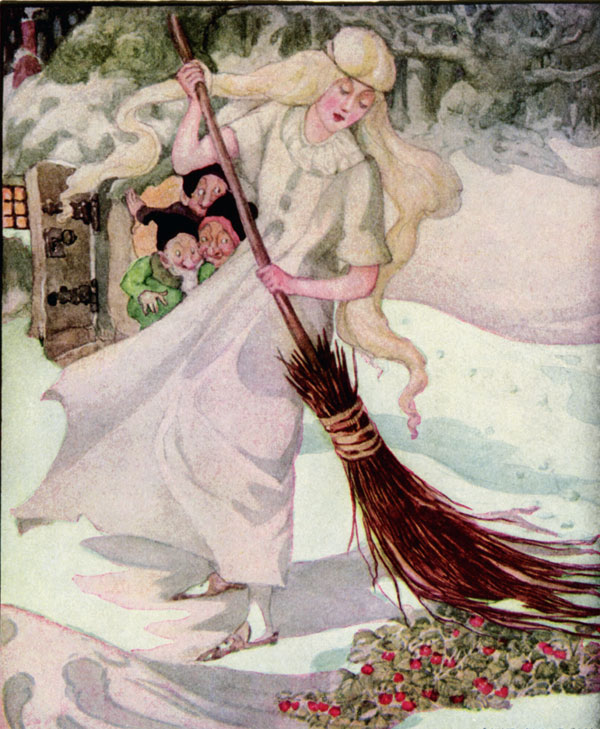
Trzej krasnoludkowie
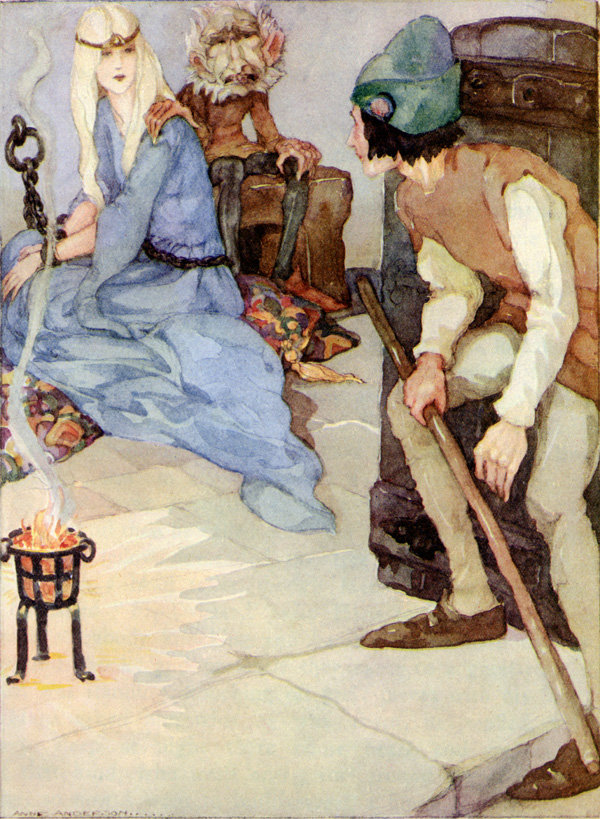
Silny Hans
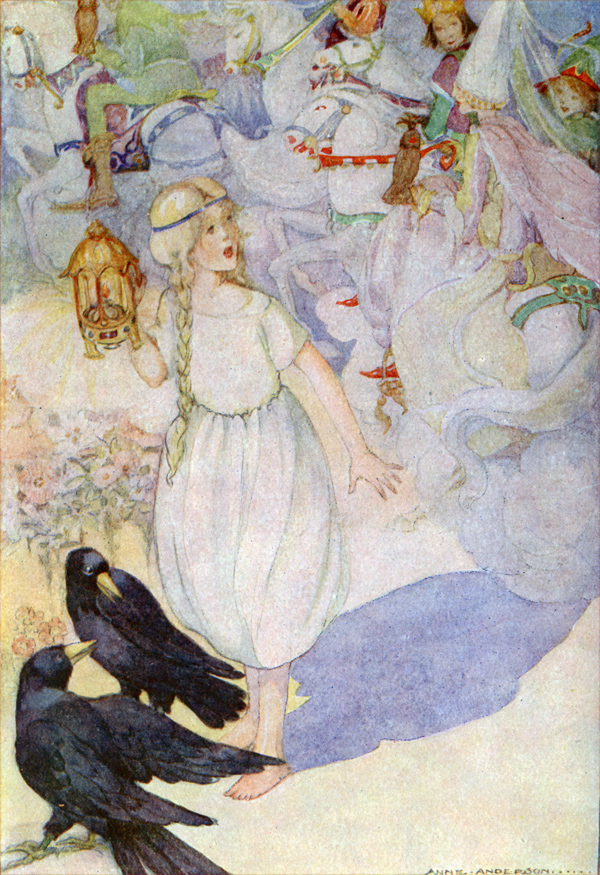
Gerda i kruki"
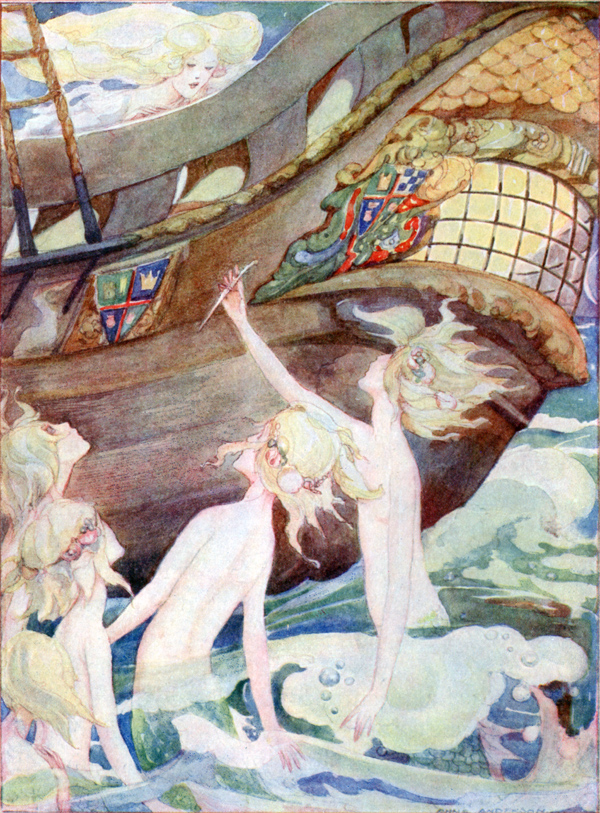
Siostry Małej Syrenki
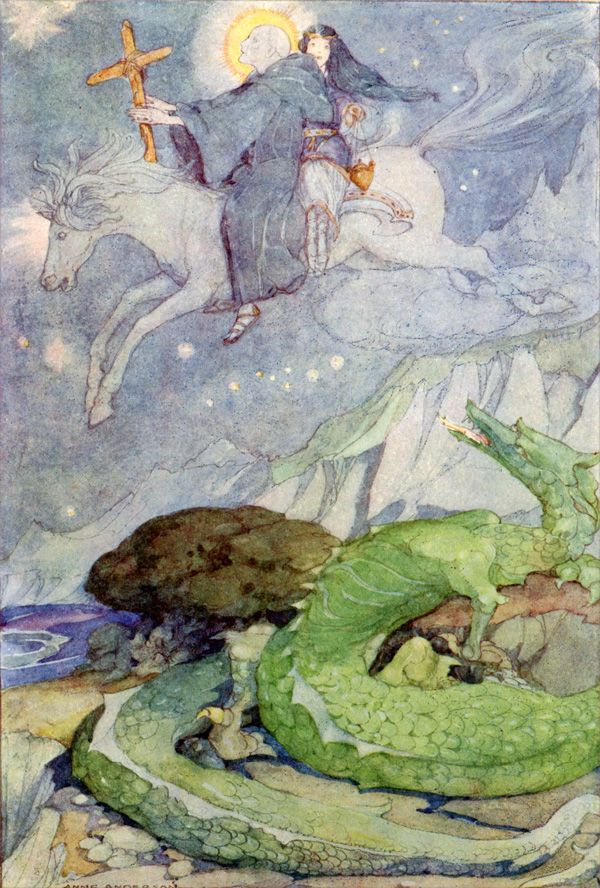
Córka Króla Bagien